# 勝吉本酔虎隊
勝吉本酔虎隊（かつよしもとすいこたい）とは、2003年に阪神タイガースを応援している吉本興業のメンバーが結成したユニット。正式の名前は、勝吉本酔虎隊の勝の周りに丸がついており、「まるかつよしもとすいこたい」。

## 経歴
- 2003年5月8日 - シングル「阪神タイガース酒飲み音頭2003」を発売。
- 2003年5月22日 - 阪神甲子園球場の阪神 × 広島戦で始球式を務める[1]。

## メンバー
- 月亭八方（隊長）
- 桂きん枝
- 蛍原徹（雨上がり決死隊）
- FUJIWARA
  - 藤本敏史
  - 原西孝幸
- 中川家
  - 中川剛
  - 中川礼二
- 島田珠代
- 武内由紀子

## CD
- 阪神タイガース酒飲み音頭2003（2003年5月8日発売）
  - 阪神タイガース承認グッズ。
  - 同月22日時点で出荷枚数は2万枚[1]。オリコン80位、登場回数13回

  1. 阪神タイガース酒飲み音頭2003
作詞：岡本圭治・森浩美、作曲：ベートーベン鈴木/森浩美
バラクーダの「日本全国酒飲み音頭」の替え歌
  2. 阪神タイガース酒飲み音頭2003(ダンスホールレゲエミックス)
  3. 阪神タイガース酒飲み音頭2003(オリジナルカラオケ with ○勝吉本酔虎隊)
  4. 阪神タイガース酒飲み音頭2003(ダンスホールレゲエミックス・インストゥルメンタル)